# Oskar Stanisław Czarnik
Oskar Stanisław Czarnik (ur. 27 grudnia 1937 we Lwowie) – polski literaturoznawca, profesor nauk humanistycznych, działacz opozycji w okresie PRL.

## Życiorys
Jego rodzicami byli - Leszek (ur. 11 listopada 1905 r. we Lwowie - zm. 1 listopada 1940 rozstrzelany na Łubiance w Moskwie, dr n. med. - lekarz, harcmistrz) i Halszka z d. Chmielowska (ur. 9 grudnia 1915 w Sumach – zm. 7 sierpnia 1999 w Argelès-Gazost). 
W 1962 ukończył studia na Wydziale Filologii Polskiej Uniwersytetu Warszawskiego. Doktoryzował się w 1979, natomiast stopień doktora habilitowanego uzyskał w 1992 w Instytucie Badań Literackich PAN w oparciu o rozprawę pt. Między dwoma Sierpniami. Polska kultura literacka w latach 1944–1980. W 2003 otrzymał tytuł profesora nauk humanistycznych.
W latach 60. i 70. był nauczycielem w liceum ogólnokształcącym w Tłuszczu oraz w Technikum Odzieżowym w Warszawie. Od 1969 do 1972 zatrudniony był w warszawskich Wydawnictwach Handlu Zagranicznego. W latach 1978–2008 pracował w Bibliotece Narodowej, pełniąc od 2001 funkcję kierownika Instytutu Książki i Czytelnictwa BN. Jako nauczyciel akademicki związany był z Uniwersytetem Łódzkim (1995–2004), a od 2005 z Akademią Świętokrzyską im. Jana Kochanowskiego w Kielcach. Na UŁ pod jego kierunkiem powstały trzy rozprawy doktorskie.
W latach 80. związany z opozycją antykomunistyczną. We wrześniu 1980 wstąpił do NSZZ „Solidarność”, był członkiem Komitetu Założycielskiego „S w Bibliotece Narodowej. Po wprowadzeniu stanu wojennego z 13 grudnia 1981 został zatrzymany na kilka godzin. Następnego dnia uczestniczył w strajku w BN. Po jego pacyfikacji został internowany w ośrodkach odosobnienia w Warszawie–Białołęce i Jaworzu. Zwolniony 29 kwietnia 1982. Po 1984 działał w Duszpasterstwie Środowisk Twórczych w Warszawie oraz Duszpasterstwie Internowanych i Uwięzionych. W latach 1986–1989 należał do Rady Duszpasterstwa Ludzi Pracy przy kościele św. Klemensa w Warszawie. W 1989 przewodniczył KZ „S” w BN, w tym samym roku współorganizował zbiórki książek dla Polaków zamieszkałych na Wschodzie.
W latach 1989–1990 był wiceprzewodniczącym Komitetu Obywatelskiego „Solidarność” w Kobyłce. Z ramienia KO „S” pełnił mandat radnego tego miasta w kadencji 1990–1994, był również przewodniczącym rady miasta.
W 2014 został odznaczony Krzyżem Wolności i Solidarności. Wyróżniony również odznaką Zasłużony Działacz Kultury (2005).

## Wybrane publikacje
- Proza artystyczna a prasa codzienna (1918–1926), Wrocław 1982.
- Między dwoma Sierpniami. Polska kultura literacka w latach 1944–1980, Warszawa 1993.
- Ideowe i literackie wybory „Robotnika” w latach 1918–1939, Warszawa 1996.
- W drodze do utraconej Itaki. Prasa, książki i czytelnictwo na szlaku Samodzielnej Brygady Strzelców Karpackich (1940–1942) oraz Armii Polskiej na Wschodzie i 2. Korpusu (1941–1946), Warszawa 2012.
- Czas trudnej próby. Wspomnienia z lat 1980-1989, Wydawnictwo Nieoczywiste, Warszawa 2022. ISBN: 9788366402867